# Thomas Kahlenberg
Thomas Kahlenberg (Hvidovre, Dinamarca, 20 de marzo de 1983) es un exfutbolista danés que jugaba de centrocampista. Inició su carrera en el Brøndby IF en 2001 y la finalizó en el mismo club en 2017.

## Selección nacional
Fue internacional con la selección de fútbol de Dinamarca en 47 ocasiones en las que anotó 5 goles.

## Clubes
| Club                              | País      | Año       |
| --------------------------------- | --------- | --------- |
| Brøndby IF                        | Dinamarca | 2001-2005 |
| AJ Auxerre                        | Francia   | 2005-2009 |
| VfL Wolfsburg                     | Alemania  | 2009-2013 |
| Évian Thonon Gaillard FC (cedido) | Francia   | 2012      |
| Brøndby IF                        | Dinamarca | 2013-2017 |

## Palmarés

### Campeonatos nacionales
| Título            | Club       | País      | Año  |
| ----------------- | ---------- | --------- | ---- |
| Superliga Danesa  | Brøndby IF | Dinamarca | 2002 |
| Copa de Dinamarca | Brøndby IF | Dinamarca | 2003 |
| Superliga Danesa  | Brøndby IF | Dinamarca | 2005 |
| Copa de Dinamarca | Brøndby IF | Dinamarca | 2005 |